# Isagogik
Isagogik (grekiska eisagogike, av eisagoge "inledningsvetenskap") är den vetenskapsgren, som söker klargöra de bibliska böckernas tillkomsthistoria och hur den bibliska kanon kommit till och dess bakgrund. Ämnet behandlar den kringkunskap, som krävs för att förstå de bibliska källorna. På svenska har ordet använts sedan 1837.
Till isagogiken hör bland annat frågor om datering och författare. Till grenen hör även problem som rör skrifternas muntliga tillblivelse och skriftliga tradering samt kanonhistorien, det vill säga hur just de skrifter, som nu utgör Bibeln kom att väljas ut och bilda en skriftsamling av nuvarande betydelse.